# Gentianaceae
Gentianaceae este o familie de plante cu flori, formată din 87 de genuri și circa 1600 de specii.

## Specii din România
Flora României posedă 29 de specii ce aparțin la 8 genuri:
- Blackstonia
  - Blackstonia acuminata
  - Blackstonia perfoliata
- Centaurium
  - Centaurium erythraea (sin. Centaurium umbellatum) – Fierea pământului
  - Centaurium littorale
  - Centaurium pulchellum – Frigurică
  - Centaurium spicatum
- Comastoma
  - Comastoma tenellum
- Gentiana
  - Gentiana acaulis – Ghințură
  - Gentiana asclepiadea – Lumânărica pământului
  - Gentiana clusii – Ghințură
  - Gentiana cruciata – Ochincea
  - Gentiana frigida – Ghințură
  - Gentiana lutea – Ghințură galbenă
  - Gentiana nivalis – Ghințură
  - Gentiana orbicularis – Ghințură
  - Gentiana phlogifolia – Ghințură
  - Gentiana pneumonanthe – Ghințură
  - Gentiana punctata – Ghințură
  - Gentiana utriculosa – Ghințură
  - Gentiana verna – Ochincea
- Gentianella
  - Gentianella amarella
  - Gentianella austriaca
  - Gentianella baltica
  - Gentianella bulgarica
  - Gentianella lutescens
- Gentianopsis
  - Gentianopsis ciliata
- Lomatogonium
  - Lomatogonium carinthiacum
- Swertia
  - Swertia perennis
  - Swertia punctata

## Taxonomie

### Triburi
- tribul Chironieae (G.Don) Endl.
  - subtribul Canscorinae Thiv & Kadereit
  - subtribul Chironiinae G.Don
  - subtribul Coutoubeinae G.Don
- tribul Exaceae Colla
- tribul Gentianeae Colla
  - subtribul Gentianinae G.Don
  - subtribul Swertiinae (Griseb.) Rchb.
- tribul Helieae Gilg
- tribul Potalieae Rchb.
  - subtribul Faroinae Struwe & V.A.Albert
  - subtribul Lisianthiinae G.Don
  - subtribul Potaliinae (Mart.) Progel
- tribul Saccifolieae (Maguire & Pires) Struwe, Thiv, V.A.Albert & Kadereit
- incertae sedis Voyria

### Genuri
- Adenolisianthus (Progel) Gilg
- Anthocleista R.Br.
- Aripuana Struwe, Maas & V.A.Albert
- Bartonia (Muhl.) ex Willd.
- Bisgoeppertia Kuntze
- Blackstonia Huds.
- Calolisianthus Gilg
- Canscora Lam.
- Celiantha Maguire
- Centaurium Hill
- Chelonanthus Gilg
- Chironia L.
- Chorisepalum Gleason & Wodehouse
- Cicendia Adans.
- Comastoma (Wettst.) Toyok.
- Congolanthus A.Raynal
- Cotylanthera Blume
- Coutoubea Aubl.
- Cracosna Gagnep.
- Crawfurdia Wall.
- Curtia Cham.  & Schltdl.
- Deianira Cham.  & Schltdl.
- Djaloniella P.Taylor
- Enicostema Blume
- Eustoma Salisb.
- Exaculum Caruel
- Exacum L.
- Fagraea Thunb.
- Faroa Welw.
- Frasera Walter
- Geniostemon Engelm. & A.Gray
- Gentiana L.
- Gentianella Moench
- Gentianopsis Ma
- Gentianothamnus Humbert.
- Halenia Borkh.
- Helia Mart.
- Hockinia Gardner
- Hoppea Willd.
- Irlbachia Mart.
- Ixanthus Griseb.
- Jaeschkea Kurz
- Karina Boutique
- Lagenanthus Gilg
- Latouchea Franch.
- Lehmanniella Gilg
- Lisianthius P.Browne
- Lomatogonium A.Braun
- Macrocarpaea (Griseb.) Gilg
- Megacodon (Hemsl.) Harry Sm.
- Microrphium C.B.Clarke
- Neblinantha Maguire
- Neurotheca Salisb. ex Benth.
- Obolaria L.
- Oreonesion A.Raynal
- Ornichia Klack.
- Orphium E.Mey.
- Phyllocyclus Kurz
- Potalia Aubl.
- Prepusa Mart.
- Pterygocalyx Maxim.
- Purdieanthus Gilg
- Pycnosphaera Gilg
- Rogersonanthus Maguire & Pires
- Sabatia Adans.
- Saccifolium Maguire & Pires
- Schinziella Gilg
- Schultesia Mart.
- Sebaea Sol. ex R.Br.
- Senaea Taub.
- Sipapoantha Maguire & B.M.Boom
- Swertia L.
- Symbolanthus G.Don
- Tachia Aubl.
- Tachiadenus Griseb.
- Tapeinostemon Benth.
- Tetrapollinia Maguire & B.M.Boom
- Tripterospermum Blume
- Urogentias Gilg & Gilg-Ben.
- Veratrilla Baill. ex Franch.
- Voyria Aubl.
- Voyriella Miq.
- Wurdackanthus Maguire
- Xestaea Griseb.
- Zonanthus Griseb.
- Zygostigma Griseb.

## Filogenie
|  | Chironieae                                                                         |
|  |                                                                                    |
|  | \| \| Helieae \| \| \| \| \| \| Potalieae \| \| \| \| \| \| Gentianeae \| \| \| \| |
|  |                                                                                    |
|  | Helieae                                                                            |
|  |                                                                                    |
|  | Potalieae                                                                          |
|  |                                                                                    |
|  | Gentianeae                                                                         |
|  |                                                                                    |

|  | Helieae    |
|  |            |
|  | Potalieae  |
|  |            |
|  | Gentianeae |
|  |            |

|  | Chironieae                                                                         |
|  |                                                                                    |
|  | \| \| Helieae \| \| \| \| \| \| Potalieae \| \| \| \| \| \| Gentianeae \| \| \| \| |
|  |                                                                                    |
|  | Helieae                                                                            |
|  |                                                                                    |
|  | Potalieae                                                                          |
|  |                                                                                    |
|  | Gentianeae                                                                         |
|  |                                                                                    |

|  | Helieae    |
|  |            |
|  | Potalieae  |
|  |            |
|  | Gentianeae |
|  |            |

|  | Chironieae                                                                         |
|  |                                                                                    |
|  | \| \| Helieae \| \| \| \| \| \| Potalieae \| \| \| \| \| \| Gentianeae \| \| \| \| |
|  |                                                                                    |
|  | Helieae                                                                            |
|  |                                                                                    |
|  | Potalieae                                                                          |
|  |                                                                                    |
|  | Gentianeae                                                                         |
|  |                                                                                    |

|  | Helieae    |
|  |            |
|  | Potalieae  |
|  |            |
|  | Gentianeae |
|  |            |

|  | Chironieae                                                                         |
|  |                                                                                    |
|  | \| \| Helieae \| \| \| \| \| \| Potalieae \| \| \| \| \| \| Gentianeae \| \| \| \| |
|  |                                                                                    |
|  | Helieae                                                                            |
|  |                                                                                    |
|  | Potalieae                                                                          |
|  |                                                                                    |
|  | Gentianeae                                                                         |
|  |                                                                                    |

|  | Helieae    |
|  |            |
|  | Potalieae  |
|  |            |
|  | Gentianeae |
|  |            |